# 1. FC Frankfurt
1. FC Frankfurt – niemiecki klub piłkarski z siedzibą we Frankfurcie nad Odrą.

## Historia
Początkowo siedzibą klubu był Lipsk, gdzie klub założony został w 1951 roku pod nazwą KVP Vorwärts Leipzig (vorwärts dosłownie oznacza naprzód). Wkrótce potem, w 1953 roku, klub przeniesiony został do Berlina i zmienił nazwę na ZSK Vorwärts Berlin.
W następnym sezonie klub zmienił nazwę na ASK Vorwärts Berlin i rozpoczął całą serię sukcesów, poczynając od zwycięstwa w Pucharze NRD w 1954 roku. Następnie w latach: 1958, 1960, 1962 i 1965 klub zdobył mistrzostwo NRD. Potem nastąpiła kolejna zmiana nazwy na FC Vorwärts Berlin. Po zmianie nazwy klub został mistrzem NRD w 1966, 1969 roku, a w roku 1970 zdobył swój drugi puchar NRD. W latach 1951–1971 klub bez przerwy grał w pierwszej lidze (Fußball Oberliga der Demokratischen Sportbewegung).
W roku 1971 klub kolejny raz został przeniesiony – tym razem do Frankfurtu nad Odrą, gdzie zastąpił miejscowy SG Dynamo (klub tajnej policji Stasi). Oznaczało to zmianę nazwy na FC Vorwärts Frankfurt. Po przenosinach, w latach 80., klub czterokrotnie występował w Pucharze UEFA (gdzie dwukrotnie wyeliminowany został przez kluby zachodnioniemieckie – Werder Brema i VfB Stuttgart). W 1983 roku Vorwärts zdobył wicemistrzostwo NRD. Klub był jednym z największych klubów sportowych w historii Niemieckiej Republiki Demokratycznej.
Wraz ze zjednoczeniem Niemiec w 1990 roku klub stracił dotychczasowe poparcie armii i popadł w tarapaty finansowe. 7 lutego 1991 roku klub pojawił się pod nową nazwą – FC Viktoria 91 Frankfurt. Na początku lat 90. klub rozegrał kilka sezonów w trzeciej lidze niemieckiej, następnie spadł do IV ligi, a następnie do V ligi. 1 lipca 2012 roku Viktoria połączyła się z MSV Eintracht Frankfurt i zmieniono nazwę na 1. FC Frankfurt (Oder) e.V.

## Osiągnięcia
- Mistrz NRD: 1958, 1960, 1962, 1965, 1966, 1969
- Puchar NRD: 1954, 1970

## Kierownicy klubu
- 1969–1972: Hermann Sens
- 1973–1982: Werner Kröning
- 1982–1990: Kurt Stemplinger
- 1990: Helmut Schwarzbach

## Europejskie puchary
Legenda do wszystkich tabel:
- Q – runda eliminacyjna, 1/16, 1/8, 1/4, 1/2 – odpowiednia faza rozgrywek, Grupa – runda grupowa, 1r gr – pierwsza runda grupowa, 2r gr – druga runda grupowa, F – finał, R – runda, PO – play-off
- k. – rzuty karne, los. – losowanie, Dogr. – dogrywka, w. – zasada bramek strzelonych na wyjeździe

| Sezon   | Rozgrywki                 | Runda | Przeciwnik              | Dom | Wyjazd | Ogólnie      |
| ------- | ------------------------- | ----- | ----------------------- | --- | ------ | ------------ |
| 1959/60 | Puchar Europy             | Q     | Wolverhampton Wanderers | 2–1 | 0–2    | 2–3          |
| 1960/61 | Puchar Zdobywców Pucharów | Q     | Rudá Hvězda Brno        | 2–1 | 0–2    | 2–3          |
| 1961/62 | Puchar Europy             | Q     | Linfield                | 3–0 | w/o    | –            |
| 1961/62 | Puchar Europy             | 1/8   | Rangers                 | 1–2 | 1–4    | 2–6          |
| 1962/63 | Puchar Europy             | Q     | Dukla Praga             | 0–3 | 0–1    | 0–4          |
| 1965/66 | Puchar Europy             | Q     | Drumcondra              | 3–0 | 0–1    | 3–1          |
| 1965/66 | Puchar Europy             | 1/8   | Manchester United       | 0–2 | 1–3    | 1–5          |
| 1966/67 | Puchar Europy             | Q     | Waterford United        | 6–0 | 6–1    | 12–1         |
| 1966/67 | Puchar Europy             | 1/8   | Górnik Zabrze           | 2–1 | 1–2    | 3–3, 1–3 (N) |
| 1969/70 | Puchar Europy             | 1R    | Panathinaikos AO        | 2–0 | 1–1    | 3–1          |
| 1969/70 | Puchar Europy             | 1/8   | FK Crvena zvezda        | 2–1 | 2–3    | 4–4, w.      |
| 1969/70 | Puchar Europy             | 1/4   | Feyenoord               | 1–0 | 0–2    | 1–2          |
| 1970/71 | Puchar Zdobywców Pucharów | 1R    | Bologna FC              | 0–0 | 1–1    | 1–1, w.      |
| 1970/71 | Puchar Zdobywców Pucharów | 1/8   | SL Benfica              | 2–0 | 0–2    | 2–2, k: 5–3  |
| 1970/71 | Puchar Zdobywców Pucharów | 1/4   | PSV Eindhoven           | 1–0 | 0–2    | 1–2          |
| 1974/75 | Puchar UEFA               | 1R    | Juventus F.C.           | 2–1 | 0–3    | 2–4          |
| 1980/81 | Puchar UEFA               | 1R    | Ballymena United        | 3–0 | 1–2    | 4–2          |
| 1980/81 | Puchar UEFA               | 2R    | VfB Stuttgart           | 1–2 | 1–5    | 2–7          |
| 1982/83 | Puchar UEFA               | 1R    | Werder Brema            | 1–3 | 2–0    | 3–3, w.      |
| 1983/84 | Puchar UEFA               | 1R    | Nottingham Forest       | 0–1 | 0–2    | 0–3          |
| 1984/85 | Puchar UEFA               | 1R    | PSV Eindhoven           | 2–0 | 0–3    | 2–3          |